# Sowjetarmee-Pokal 1950
Der Sowjetarmee-Pokal 1950 war die zehnte Austragung des Pokalwettbewerbs im Fußball in Bulgarien. Pokalsieger wurde Titelverteidiger SK Lewski Sofia. Das Team setzte sich wie im Vorjahr nach drei Finalspielen gegen NV Sofia durch.

## Modus
In allen Runden wurde der Sieger in einem Spiel ermittelt. Stand es nach der regulären Spielzeit von 90 Minuten unentschieden, kam es zur Verlängerung von zweimal 15 Minuten. Falls danach immer noch kein Sieger feststand, wurde das Spiel wiederholt.

## Teilnehmer
| - DSO Akademik Sofia - DSO Dinamo Sofia - DSO Spartak Plewen - DSO Spartak Sofia - DSO Spartak Stalin - DSNM Sportist Swoge - DSO Stroitel Burgas - DSO Stroitel Sofia | - DSO Torpedo Dimitrowo - DSO Torpedo Russe - DSO Torpedo Plewen - DSO Torpedo Plowdiw - DSO Torpedo Sofia - DSO Tscherweno sname Stanke Dimitrow - DSO Tscherweno sname Sofia - NV Sofia |

## Achtelfinale
| Datum      |                                      | Ergebnis  |                            |
| ---------- | ------------------------------------ | --------- | -------------------------- |
| 31.08.1950 | DSO Dinamo Sofia                     | 3:1       | DSNM Sportist Swoge        |
| 02.09.1950 | DSO Torpedo Plewen                   | 2:2 n. V. | DSO Spartak Sofia          |
| 02.09.1950 | DSO Torpedo Sofia                    | 4:2       | DSO Spartak Stalin         |
| 03.09.1950 | DSO Torpedo Russe                    | 0:2       | DSO Spartak Plewen         |
| 03.09.1950 | DSO Stroitel Burgas                  | 0:1       | DSO Stroitel Sofia         |
| 03.09.1950 | DSO Tscherweno sname Stanke Dimitrow | 1:3       | DSO Tscherweno sname Sofia |
| 03.09.1950 | DSO Akademik Sofia                   | 1 3:0 1   | DSO Torpedo Dimitrowo      |
| 03.09.1950 | DSO Torpedo Plowdiw                  | 0:1 n. V. | NV Sofia                   |

### Wiederholungsspiel
| Datum      |                    | Ergebnis |                   |
| ---------- | ------------------ | -------- | ----------------- |
| 03.09.1950 | DSO Torpedo Plewen | 0:3      | DSO Spartak Sofia |

## Viertelfinale
| Datum      |                    | Ergebnis |                            |
| ---------- | ------------------ | -------- | -------------------------- |
| 14.09.1950 | NV Sofia           | 2:0      | DSO Torpedo Sofia          |
| 15.09.1950 | DSO Akademik Sofia | 3:0      | DSO Tscherweno sname Sofia |
| 17.09.1950 | DSO Spartak Plewen | 4:0      | DSO Stroitel Sofia         |
| 19.09.1950 | DSO Dinamo Sofia   | 3:0      | DSO Spartak Sofia          |

## Halbfinale
| Datum      |                    | Ergebnis  |                    |
| ---------- | ------------------ | --------- | ------------------ |
| 22.11.1950 | NV Sofia           | 0:0 n. V. | DSO Akademik Sofia |
| 23.11.1950 | DSO Spartak Plewen | 0:1       | DSO Dinamo Sofia   |

### Wiederholungsspiel
| Datum      |          | Ergebnis |                    |
| ---------- | -------- | -------- | ------------------ |
| 23.11.1950 | NV Sofia | 4:1      | DSO Akademik Sofia |

## Finale
| Paarung          | DSO Dinamo Sofia – NV Sofia |
| Ergebnis         | 1:1 n. V., (1:1, 0:0) |
| Datum            | 26. November 1950 |
| Stadion          | Narodna-Armija-Stadion, Sofia |
| Zuschauer        | 30.000 |
| Schiedsrichter   | Todor Stojanow |
| Tore             | 1:0 Ljubomir Chranow (61.) 1:1 Panajot Panajotow (76.) |
| DSO Dinamo Sofia | Spas Andreew – Dimitar Iliew, Iwan Dimtschew , Amedeo Klewa – Dimitar Deutschinow (28. Georgi Kardaschew), Angel Petrow – Borislaw Zwetkow, Dragan Georgiew, Arsen Dimitrow, Ljubomir Chranow, Jordan Tomow |
| NV Sofia         | Stefan Gerenski – Georgi Zwetkow, Manol Manolow, Georgi Nasew – Atanas Zanow, Gawril Stojanow – Stefan Boschkow , Panajot Panajotow, Kostadin Blagoew, Gotscho Russew (24. Asen Panajotow)                  |

### 1. Wiederholungsspiel
| Paarung          | DSO Lewski Sofia – NV Sofia |
| Ergebnis         | 1:1 n. V., (1:1, 0:1) |
| Datum            | 27. November 1950 |
| Stadion          | Balgarska-Armija-Stadion, Sofia |
| Zuschauer        | 30.000 |
| Schiedsrichter   | Todor Stojanow |
| Tore             | 0:1 Todor Takew (2.) 1:1 Stefan Boschkow (75.) |
| DSO Lewski Sofia | Dimitar Elenkow – Atanas Dinew , Dimitar Iliew, Amedeo Klewa – Dragan Georgiew, Angel Petrow – Borislaw Zwetkow, Todor Takew, Arsen Dimitrow, Ljubomir Chranow, Jordan Tomow           |
| NV Sofia         | Stefan Gerenski – Georgi Zwetkow, Manol Manolow, Borislaw Futekow – Atanas Zanow, Gawril Stojanow – Stefan Stefanow, Stefan Boschkow , Stojne Minew, Gantscho Vassilew, Kiril Bogdanow |
| Platzverweise    | Ljubomir Chranow (29.) – Atanas Zanow (36.) |

### 2. Wiederholungsspiel
| Paarung          | DSO Lewski Sofia – NV Sofia |
| Ergebnis         | 1:0 n. V. |
| Datum            | 3. Dezember 1950 |
| Stadion          | Balgarska-Armija-Stadion, Sofia |
| Zuschauer        | 30.000 |
| Schiedsrichter   | Todor Stojanow |
| Tore             | 1:0 Jordan Tomow (99.) |
| DSO Lewski Sofia | Spas Andreew (20. Dimitar Jelenkow) – Atanas Dinew, Dimitar Iliew, Amedeo Klewa – Iwan Dimtschew , Angel Petrow – Borislaw Zwetkow, Todor Takew, Arsen Dimitrow, Dragan Georgiew, Jordan Tomow |
| NV Sofia         | Stefan Gerenski – Borislaw Futekow, Manol Manolow, Georgi Nasew – Gawril Stojanow, Asen Panajotow – Stojne Minew, Stefan Boschkow , Panajot Panajotow, Gantscho Wassilew, Stefan Stefanow      |